# Кубок Футбольной лиги 1976/1977
Кубок Футбольной лиги 1976/77 (англ. 1976–77 Football League Cup) стал семнадцатым розыгрышем Кубка Футбольной лиги, клубного турнира на выбывание для английских и валлийских футбольных клубов, выступавших в Футбольной лиге Англии. Турнир прошёл с 14 августа 1976 года по 13 апреля 1977 года.
Победу в турнире одержал клуб «Астон Вилла», обыгравший «Эвертон» во второй переигровке финального матча на стадионе «Олд Траффорд» в Манчестере. Благодаря победе в Кубке Футбольной лиги «Вилла» квалифицировалась в Кубок УЕФА следующего сезона.

## Первый раунд

### Первые матчи
| Хозяева          | Счёт | Гости                    | Дата            |
| ---------------- | ---- | ------------------------ | --------------- |
| Олдершот         | 1:1  | Джиллингем               | 14 августа 1976 |
| Борнмут          | 0:0  | Торки Юнайтед            | 14 августа 1976 |
| Брэдфорд Сити    | 1:1  | Олдем Атлетик            | 14 августа 1976 |
| Бери             | 2:1  | Престон Норт Энд         | 14 августа 1976 |
| Кардифф Сити     | 2:1  | Бристоль Роверс          | 14 августа 1976 |
| Честер           | 2:0  | Херефорд Юнайтед         | 14 августа 1976 |
| Честерфилд       | 3:1  | Ротерем Юнайтед          | 14 августа 1976 |
| Кру Александра   | 2:1  | Транмир Роверс           | 14 августа 1976 |
| Кристал Пэлас    | 2:2  | Портсмут                 | 14 августа 1976 |
| Донкастер Роверс | 1:1  | Линкольн Сити            | 14 августа 1976 |
| Гримсби Таун     | 0:3  | Шеффилд Уэнсдей          | 14 августа 1976 |
| Галифакс Таун    | 0:0  | Дарлингтон               | 14 августа 1976 |
| Хаддерсфилд Таун | 2:0  | Хартлпул                 | 14 августа 1976 |
| Мансфилд Таун    | 2:0  | Сканторп Юнайтед         | 14 августа 1976 |
| Миллуолл         | 2:1  | Колчестер Юнайтед        | 14 августа 1976 |
| Оксфорд Юнайтед  | 1:0  | Кембридж Юнайтед         | 14 августа 1976 |
| Плимут Аргайл    | 0:1  | Эксетер Сити             | 14 августа 1976 |
| Порт Вейл        | 1:1  | Рексем                   | 14 августа 1976 |
| Рединг           | 2:3  | Питерборо Юнайтед        | 14 августа 1976 |
| Рочдейл          | 0:1  | Блэкберн Роверс          | 14 августа 1976 |
| Шрусбери Таун    | 0:1  | Уолсолл                  | 16 августа 1976 |
| Саутенд Юнайтед  | 1:1  | Брайтон энд Хоув Альбион | 14 августа 1976 |
| Саутпорт         | 1:2  | Карлайл Юнайтед          | 14 августа 1976 |
| Суонси Сити      | 4:1  | Ньюпорт Каунти           | 14 августа 1976 |
| Суиндон Таун     | 3:2  | Нортгемптон Таун         | 14 августа 1976 |
| Уотфорд          | 1:1  | Брентфорд                | 14 августа 1976 |
| Уэркингтон       | 0:0  | Стокпорт Каунти          | 14 августа 1976 |
| Йорк Сити        | 0:0  | Барнсли                  | 14 августа 1976 |

### Ответные матчи
| Хозяева                  | Счёт | Гости            | Дата            | Итог |
| ------------------------ | ---- | ---------------- | --------------- | ---- |
| Барнсли                  | 0:0  | Йорк Сити        | 17 августа 1976 | 0:0  |
| Блэкберн Роверс          | 4:1  | Рочдейл          | 18 августа 1976 | 5:1  |
| Брентфорд                | 0:2  | Уотфорд          | 17 августа 1976 | 1:3  |
| Брайтон энд Хоув Альбион | 2:1  | Саутенд Юнайтед  | 17 августа 1976 | 3:2  |
| Бристоль Роверс          | 4:4  | Кардифф Сити     | 17 августа 1976 | 5:6  |
| Кембридж Юнайтед         | 2:0  | Оксфорд Юнайтед  | 17 августа 1976 | 2:1  |
| Карлайл Юнайтед          | 0:1  | Саутпорт         | 17 августа 1976 | 2:2  |
| Колчестер Юнайтед        | 2:1  | Миллуолл         | 17 августа 1976 | 3:3  |
| Дарлингтон               | 1:1  | Галифакс Таун    | 18 августа 1976 | 1:1  |
| Эксетер Сити             | 1:0  | Плимут Аргайл    | 18 августа 1976 | 2:0  |
| Джиллингем               | 2:0  | Олдершот         | 18 августа 1976 | 3:1  |
| Хартлпул                 | 1:2  | Хаддерсфилд Таун | 18 августа 1976 | 1:4  |
| Херефорд Юнайтед         | 4:3  | Честер           | 18 августа 1976 | 4:5  |
| Линкольн Сити            | 1:1  | Донкастер Роверс | 18 августа 1976 | 2:2  |
| Ньюпорт Каунти           | 1:0  | Суонси Сити      | 17 августа 1976 | 2:4  |
| Нортгемптон Таун         | 2:0  | Суиндон Таун     | 18 августа 1976 | 4:3  |
| Олдем Атлетик            | 1:3  | Брэдфорд Сити    | 17 августа 1976 | 2:4  |
| Питерборо Юнайтед        | 0:1  | Рединг           | 18 августа 1976 | 3:3  |
| Портсмут                 | 0:1  | Кристал Пэлас    | 17 августа 1976 | 2:3  |
| Престон Норт Энд         | 1:1  | Бери             | 17 августа 1976 | 2:3  |
| Ротерем Юнайтед          | 3:0  | Честерфилд       | 17 августа 1976 | 4:3  |
| Сканторп Юнайтед         | 2:0  | Мансфилд Таун    | 17 августа 1976 | 2:2  |
| Шеффилд Уэнсдей          | 0:0  | Гримсби Таун     | 18 августа 1976 | 3:0  |
| Стокпорт Каунти          | 0:0  | Уэркингтон       | 18 августа 1976 | 0:0  |
| Торки Юнайтед            | 1:0  | Борнмут          | 17 августа 1976 | 1:0  |
| Транмир Роверс           | 3:1  | Кру Александра   | 18 августа 1976 | 4:3  |
| Уолсолл                  | 1:0  | Шрусбери Таун    | 18 августа 1976 | 2:0  |
| Рексем                   | 1:0  | Порт Вейл        | 18 августа 1976 | 2:1  |

### Переигровки
| Хозяева           | Score | Гости           | Дата            |
| ----------------- | ----- | --------------- | --------------- |
| Карлайл Юнайтед   | 3:2   | Саутпорт        | 24 августа 1976 |
| Колчестер Юнайтед | 4:4   | Миллуолл        | 30 августа 1976 |
| Донкастер Роверс  | 1:1   | Линкольн Сити   | 24 августа 1976 |
| Галифакс Таун     | 1:2   | Дарлингтон      | 30 августа 1976 |
| Питерборо Юнайтед | 3:1   | Рединг          | 25 августа 1976 |
| Сканторп Юнайтед  | 2:1   | Мансфилд Таун   | 24 августа 1976 |
| Уэркингтон        | 0:2   | Стокпорт Каунти | 30 августа 1976 |
| Йорк Сити         | 1:2   | Барнсли         | 24 августа 1976 |

## Второй раунд

### Матчи
| Хозяева                 | Счёт | Гости                    | Дата            |
| ----------------------- | ---- | ------------------------ | --------------- |
| Арсенал                 | 3:2  | Карлайл Юнайтед          | 31 августа 1976 |
| Астон Вилла             | 3:0  | Манчестер Сити           | 1 сентября 1976 |
| Блэкберн Роверс         | 1:3  | Стокпорт Каунти          | 1 сентября 1976 |
| Блэкпул                 | 2:1  | Бирмингем Сити           | 31 августа 1976 |
| Брэдфорд Сити           | 1:2  | Болтон Уондерерс         | 1 сентября 1976 |
| Бристоль Сити           | 0:1  | Ковентри Сити            | 31 августа 1976 |
| Бери                    | 2:1  | Дарлингтон               | 1 сентября 1976 |
| Кардифф Сити            | 1:3  | Куинз Парк Рейнджерс     | 1 сентября 1976 |
| Челси                   | 3:1  | Шеффилд Юнайтед          | 1 сентября 1976 |
| Честер                  | 2:3  | Суонси Сити              | 31 августа 1976 |
| Кристал Пэлас           | 1:3  | Уотфорд                  | 31 августа 1976 |
| Донкастер Роверс        | 1:2  | Дерби Каунти             | 31 августа 1976 |
| Эвертон                 | 3:0  | Кембридж Юнайтед         | 30 августа 1976 |
| Эксетер Сити            | 1:3  | Норвич Сити              | 31 августа 1976 |
| Фулхэм                  | 1:1  | Питерборо Юнайтед        | 31 августа 1976 |
| Джиллингем              | 1:2  | Ньюкасл Юнайтед          | 1 сентября 1976 |
| Ипсвич Таун             | 0:0  | Брайтон энд Хоув Альбион | 31 августа 1976 |
| Ориент                  | 1:0  | Халл Сити                | 31 августа 1976 |
| Ливерпуль               | 1:1  | Вест Бромвич Альбион     | 31 августа 1976 |
| Манчестер Юнайтед       | 5:0  | Транмир Роверс           | 1 сентября 1976 |
| Мидлсбро                | 1:2  | Тоттенхэм Хотспур        | 31 августа 1976 |
| Нортгемптон Таун        | 0:1  | Хаддерсфилд Таун         | 31 августа 1976 |
| Ротерем Юнайтед         | 1:2  | Миллуолл                 | 1 сентября 1976 |
| Сканторп Юнайтед        | 0:2  | Ноттс Каунти             | 31 августа 1976 |
| Саутгемптон             | 1:1  | Чарльтон Атлетик         | 31 августа 1976 |
| Сток Сити               | 2:1  | Лидс Юнайтед             | 1 сентября 1976 |
| Сандерленд              | 3:1  | Лутон Таун               | 31 августа 1976 |
| Торки Юнайтед           | 1:0  | Бернли                   | 1 сентября 1976 |
| Уолсолл                 | 2:4  | Ноттингем Форест         | 31 августа 1976 |
| Вест Хэм Юнайтед        | 3:0  | Барнсли                  | 1 сентября 1976 |
| Вулверхэмптон Уондерерс | 1:2  | Шеффилд Уэнсдей          | 31 августа 1976 |
| Рексем                  | 1:0  | Лестер Сити              | 1 сентября 1976 |

### Переигровки
| Хозяева                  | Счёт | Гости       | Дата            |
| ------------------------ | ---- | ----------- | --------------- |
| Брайтон энд Хоув Альбион | 2:1  | Ипсвич Таун | 7 сентября 1976 |
| Чарльтон Атлетик         | 2:1  | Саутгемптон | 7 сентября 1976 |
| Питерборо Юнайтед        | 1:2  | Фулхэм      | 7 сентября 1976 |
| Вест Бромвич Альбион     | 1:0  | Ливерпуль   | 6 сентября 1976 |

## Третий раунд

### Матчи
| Хозяева              | Счёт | Гости                    | Дата             |
| -------------------- | ---- | ------------------------ | ---------------- |
| Астон Вилла          | 2:1  | Норвич Сити              | 21 сентября 1976 |
| Блэкпул              | 1:1  | Арсенал                  | 21 сентября 1976 |
| Чарльтон Атлетик     | 0:1  | Вест Хэм Юнайтед         | 21 сентября 1976 |
| Челси                | 2:0  | Хаддерсфилд Таун         | 20 сентября 1976 |
| Дерби Каунти         | 1:1  | Ноттс Каунти             | 22 сентября 1976 |
| Фулхэм               | 2:2  | Болтон Уондерерс         | 22 сентября 1976 |
| Манчестер Юнайтед    | 2:2  | Сандерленд               | 22 сентября 1976 |
| Миллуолл             | 0:0  | Ориент                   | 21 сентября 1976 |
| Ньюкасл Юнайтед      | 3:0  | Сток Сити                | 22 сентября 1976 |
| Ноттингем Форест     | 0:3  | Ковентри Сити            | 21 сентября 1976 |
| Куинз Парк Рейнджерс | 2:1  | Бери                     | 21 сентября 1976 |
| Шеффилд Уэнсдей      | 3:1  | Уотфорд                  | 21 сентября 1976 |
| Стокпорт Каунти      | 0:1  | Эвертон                  | 20 сентября 1976 |
| Торки Юнайтед        | 1:2  | Суонси Сити              | 22 сентября 1976 |
| Тоттенхэм Хотспур    | 2:3  | Рексем                   | 22 сентября 1976 |
| Вест Бромвич Альбион | 0:2  | Брайтон энд Хоув Альбион | 22 сентября 1976 |

### Переигровки
| Хозяева          | Счёт | Гости             | Дата             |
| ---------------- | ---- | ----------------- | ---------------- |
| Арсенал          | 0:0  | Блэкпул           | 28 сентября 1976 |
| Болтон Уондерерс | 2:2  | Фулхэм            | 4 октября 1976   |
| Ноттс Каунти     | 1:2  | Дерби Каунти      | 4 октября 1976   |
| Сандерленд       | 2:2  | Манчестер Юнайтед | 4 октября 1976   |
| Ориент           | 0:0  | Миллуолл          | 12 октября 1976  |

### Вторые переигровки
| Хозяева           | Счёт | Гости            | Дата            |
| ----------------- | ---- | ---------------- | --------------- |
| Арсенал           | 2:0  | Блэкпул          | 4 октября 1976  |
| Фулхэм            | 1:2  | Болтон Уондерерс | 18 октября 1976 |
| Манчестер Юнайтед | 1:0  | Сандерленд       | 6 октября 1976  |
| Миллуолл          | 3:0  | Ориент           | 19 октября 1976 |

## Четвёртый раунд

### Матчи
| Хозяева                  | Счёт | Гости                | Дата            |
| ------------------------ | ---- | -------------------- | --------------- |
| Арсенал                  | 2:1  | Челси                | 26 октября 1976 |
| Астон Вилла              | 5:1  | Рексем               | 27 октября 1976 |
| Брайтон энд Хоув Альбион | 1:1  | Дерби Каунти         | 26 октября 1976 |
| Эвертон                  | 3:0  | Ковентри Сити        | 26 октября 1976 |
| Манчестер Юнайтед        | 7:2  | Ньюкасл Юнайтед      | 27 октября 1976 |
| Миллуолл                 | 3:0  | Шеффилд Уэнсдей      | 27 октября 1976 |
| Суонси Сити              | 1:1  | Болтон Уондерерс     | 26 октября 1976 |
| Вест Хэм Юнайтед         | 0:2  | Куинз Парк Рейнджерс | 27 октября 1976 |

### Переигровки
| Хозяева          | Счёт | Гости                    | Дата          |
| ---------------- | ---- | ------------------------ | ------------- |
| Болтон Уондерерс | 5:1  | Суонси Сити              | 2 ноября 1976 |
| Дерби Каунти     | 2:1  | Брайтон энд Хоув Альбион | 8 ноября 1976 |

## Пятый раунд

### Матчи
| Хозяева              | Счёт | Гости            | Дата           |
| -------------------- | ---- | ---------------- | -------------- |
| Астон Вилла          | 2:0  | Миллуолл         | 1 декабря 1976 |
| Дерби Каунти         | 1:2  | Болтон Уондерерс | 1 декабря 1976 |
| Манчестер Юнайтед    | 0:3  | Эвертон          | 1 декабря 1976 |
| Куинз Парк Рейнджерс | 2:1  | Арсенал          | 1 декабря 1976 |

## Полуфиналы

### Первые матчи
| Хозяева              | Счёт | Гости            | Дата           |
| -------------------- | ---- | ---------------- | -------------- |
| Эвертон              | 1:1  | Болтон Уондерерс | 18 января 1977 |
| Куинз Парк Рейнджерс | 0:0  | Астон Вилла      | 1 февраля 1977 |

### Ответные матчи
| Хозяева          | Счёт | Гости                | Дата            | Итог |
| ---------------- | ---- | -------------------- | --------------- | ---- |
| Астон Вилла      | 2:2  | Куинз Парк Рейнджерс | 16 февраля 1977 | 2:2  |
| Болтон Уондерерс | 0:1  | Эвертон              | 15 февраля 1977 | 1:2  |

### Переигровка
| Хозяева              | Счёт | Гости       | Дата                     |
| -------------------- | ---- | ----------- | ------------------------ |
| Куинз Парк Рейнджерс | 0:3  | Астон Вилла | 22 февраля 1977 Highbury |

## Финал
| Астон Вилла | 0:0 | Эвертон |
| ----------- | --- | ------- |
|             |     |         |

### Первая переигровка
| Астон Вилла     | 1:1 (доп. вр.) | Эвертон  |
| --------------- | -------------- | -------- |
| Кеньон ? (авт.) |                | Латчфорд |

### Вторая переигровка
| Астон Вилла    | 3:2 | Эвертон           |
| -------------- | --- | ----------------- |
| Николл · Литтл |     | Латчфорд · Лайонз |